# Protathlema SEGAS (1909/1910)
Protathlema SEGAS (1909/1910) była 5. edycją Protathlemy SEGAS – najwyższej piłkarskiej klasy rozgrywkowej w Grecji. Liga skupiała tylko zespoły z Aten i okolic. W rozgrywkach wzięły udział 6 drużyny. Tytułu nie obroniła drużyna Piraikos Syndesmos. Nowym mistrzem Grecji został zespół Goudi Ateny. 

## Tabela końcowa
|   | Klub                          | M | Z | R | P | Br+ | Br- | Br+/- | Pkt | Uwagi  |
| 1 | Goudi Ateny                   | ? | ? | ? | ? | ?   | ?   | ?     | ?   | Mistrz |
| 2 | Piraikos Syndesmos            | ? | ? | ? | ? | ?   | ?   | ?     | ?   |        |
| 3 | Ethnikos Ateny                | ? | ? | ? | ? | ?   | ?   | ?     | ?   |        |
| 4 | Stratiotikí Skholí Evelpídhon | ? | ? | ? | ? | ?   | ?   | ?     | ?   |        |
| 5 | Panepistemio Athenon          | ? | ? | ? | ? | ?   | ?   | ?     | ?   |        |
| 6 | Skholí Naytikon Dokimon       | ? | ? | ? | ? | ?   | ?   | ?     | ?   |        |

Nie są znane rezultaty końcowe poszczególnych klubów. Znana jest tylko powyższa kolejność zespołów w powyższej tabeli.